# زمین‌لرزه ۱۹۷۱ اکوادور
زمین‌لرزه اکوادور  در تاریخ ۲۷ ژوئیه ۱۹۷۱ میلادی، برابر با ‎۵ مرداد ۱۳۵۰، ساعت ۲:۰۲:۴۶ به زمان یوتی‌سی در اکوادور رخ داد. ژرفای این زلزله ۹۳٫۶ کیلومتر بود. بزرگی آن ۷٫۳ در مقیاس mB اعلام شده‌است. زمین‌لرزه به وقت محلی در روز دوشنبه، ساعت ۲۱ روی داده و منطقه زمانی آن یوتی‌سی -۵ بوده‌است .
سازمان زمین‌شناسی آمریکا نیز جای این زمین‌لرزه را در مختصات ۲°۴۲′جنوبی ۷۷°۲۴′غربی / ۲٫۷°جنوبی ۷۷٫۴°غربی و بزرگی آنرا برابر با ۶٫۳ در مقیاس ریشتر اعلام کرده‌است. ژرفای گزارش شده از سوی این سازمان ۱۳۵ کیلومتر می‌باشد.
شمار کشتگان زلزله حدود ۱ نفر بوده‌است.